# Жаннерьяс
Жаннейриа́ (фр. Janneyrias) — коммуна во Франции, находится в регионе Рона — Альпы. Департамент коммуны — Изер. Входит в состав кантона Пон-де-Шерюй. Округ коммуны — Вьенн.
Код INSEE коммуны — 38197. Население коммуны на 2006 год составляло 1383 человека. Населённый пункт находится на высоте от 213 до 287 метров над уровнем моря. Муниципалитет расположен на расстоянии около 410 км юго-восточнее Парижа, 21 км восточнее Лиона, 80 км северо-западнее Гренобля. Мэр коммуны — Даниэль Жимель, мандат действует на протяжении 2008—2014 гг.
Динамика населения (INSEE):